# Domenico Rizzo
Domenico Rizzo, soprannominato Taccone (Laurenzana, ... – Potenza, 6 settembre 1810), è stato un brigante italiano.

## Biografia
Partecipò ai moti antinapoleonici in Basilicata nel 1806 ma si costituì il 7 settembre dello stesso anno a San Severino Lucano. Ottenuta l'amnistia, rientrò al proprio paese e venne assunto come mugnaio da Domenico Asselta, ricco galantuomo di Laurenzana fedele ai Borbone. Su incitazione di Asselta, Taccone riprese la lotta contro i francesi e i notabili che li sostenevano. Divenuto capo di una banda di 300 briganti, Taccone diffuse il terrore con saccheggi e grassazioni, proclamandosi "Re di Calabria e Basilicata". 
Giunto a Potenza, Taccone costrinse le autorità ad accoglierlo con onore. Secondo alcuni cronisti dell'epoca, tra cui Alexandre Dumas, il brigante intravide una fanciulla dietro una finestra e, rimasto affascinato, mandò due dei suoi uomini per condurla a lui. Il nonno della ragazza implorò Taccone di lasciarla in cambio di un pagamento in denaro che venne rifiutato. L'anziano tentò in tutti i modi di fermarlo ma venne violentemente respinto; la ragazza cadde nelle mani del brigante che la portò con sé. Da quel momento non si ebbero più notizie di lei.
Un altro noto episodio della sua attività brigantesca accadde ad Abriola nel 1809, dove con la sua masnada assaltò il castello trucidando l'intera famiglia dei baroni Federici; solo uno dei figli, Carlo, riuscì a sopravvivere. Il governo francese pose una taglia di 1000 ducati sulla sua testa ed inviò il generale Charles Antoine Manhès per fermarlo. Catturato dai soldati francesi, Taccone fu condannato a morte tramite impiccagione a Potenza nel 1810.